# Typ RO 15
Die Frachtschiffe der Baureihe Typ RO 15 sind RoRo-Schiffe der Wismarer Mathias-Thesen-Werft.

## Geschichte
Hergestellt wurde die Serie von 1981 bis 1985 in fünf Einheiten.

### Gleichberg
Erstes Schiff der Serie war die am 24. Oktober 1981 vom Stapel gelaufene und am 27. Juli 1982 an die Deutsche Seereederei übergebene Gleichberg mit der Baunummer 150. Die Gleichberg lief am 1. August 1982 mit einer Komplettladung Lastkraftwagen und Ersatzteilen aus Rostock zu ihrer Jungfernfahrt aus mit Zielhafen Aqaba in Jordanien am Roten Meer. Am 13. August 1982 um 3.13 Uhr Ortszeit lief das Schiff mit einer Geschwindigkeit von 18,5 Knoten auf ein in der Straße von Tiran gelegenes Korallenriff (27° 59′ 15″ N, 34° 27′ 12″ O). Ein totaler Stromausfall war die Folge. Zu dieser Havarie kam es nach späterer Feststellung durch die Seekammer durch das schlechte Bordklima im Wachablauf und durch diktatorische Gewohnheiten des Kapitäns. Abbergungsversuche mit drei DSR-Schiffen, die sich in der Nähe befanden, scheiterten. Erst drei Bergungsschleppern gelang es am 20. August 1982 um 7.28 Uhr das mit einer Länge von 30 Metern auf dem Korallengrund festsitzende Schiff ins freie Wasser zu bringen. Zur Reparatur wurde es nach Dubrovnik geschleppt. Im September 1984 erfolgte ein Umbau. Das Bugschanzkleid musste erhöht werden, da sich bei Atlantiküberfahrten die weit vorn angeordnete Kommandobrücke als nachteilig erwies. Bis 1989 hatte die DDR-Volksmarine das Schiff für den Mobilmachungsfall als Hilfsminenleger und Transportschiff erfasst. Das Schiff wurde 1991 in City of Dublin umbenannt. Nach weiteren Umbenennungen 1994 zurück auf den Namen Gleichberg und 2000 in Prerow.

#### Umbau derGleichbergzum KabellegerIle de Re
Die Prerow wurde im Jahr 2002 verkauft, in Ile de Re umbenannt und in Polen zum Kabelleger umgebaut, wobei die Gesamtlänge sich auf 143,40 Meter erhöhte. Die Vermessung stieg auf 14.091 BRT, die Tragfähigkeit reduzierte sich auf 4.500 tdw. Das Schiff fährt seitdem unter französischer Flagge mit Heimathafen Marseille und ist auch 2016 in Fahrt.

### Auersberg
Am 21. August 1982 lief die Auersberg vom Stapel. Sie wurde am 23. Juni 1983 abgeliefert. 1999 wurde sie in Pasewalk umgetauft und war ab 2005 als Caribbean Carrier in Fahrt. Die Caribbean Carrier traf am 6. Januar 2011 zum Abbruch in Alang ein.

### Kahleberg
Letztes Schiff des Trios war die am 23. November 1982 vom Stapel gelaufene und am 31. Oktober 1983 abgelieferte Kahleberg. Das Schiff entstand unter der Baunummer 152. Sie wurde 1992 zur RoPax-Fähre umgebaut, wobei die Länge auf 140,10 Meter stieg. Die neue Vermessung betrug 10.271 BRT, die Tragfähigkeit reduzierte sich auf 2685 Tonnen. Seit 2005 hieß das Schiff RG 1. Ab 18. Februar 2013 wurde es vom Schiffsverschrottungsunternehmen Fornaes Shipbreaking in Grenå abgebrochen.

### Tutova
Am 31. August 1983  lief die Ritzberg vom Stapel. Sie wurde am 31. Oktober 1984 unter dem Namen Tutova abgeliefert. Sie wurde später unter anderem für die Color Line als Octogon 3 eingesetzt. 2010 wurde sie als Fast Independence in Aliaga verschrottet.

### Tuzla
Am 29. November 1983 lief die Tuzla, welche zunächst unter dem Namen Siegelberg gebaut wurde, vom Stapel. Sie wurde am 9. April 1985 abgeliefert. Das Schiff wurde 2001 bei Remontowa in Danzig ebenfalls zum Kabelleger umgebaut.

## Schiffsbeschreibung

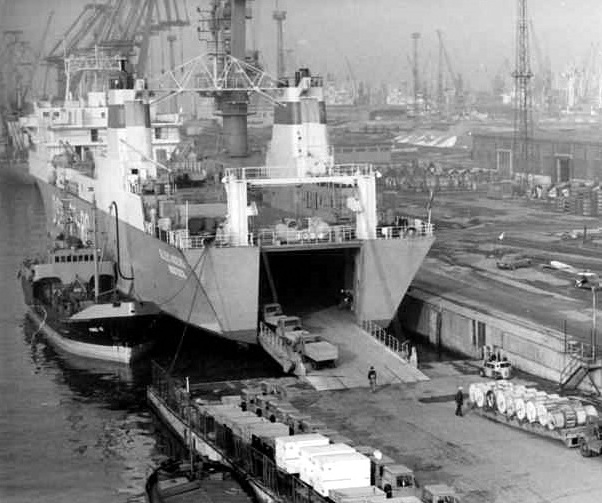
Ein Typ RO 15 im Überseehafen Rostock

Der Schiffstyp RO-15 war eine Neuentwicklung und die Gleichberg der erste Eigenbau dieser Gattung. Die Schiffe dieser Serie waren für den Verkehr auf kurzen Strecken vorgesehen, aber auch in größeren Fahrtgebieten einsetzbar und für die Passagen des Nord-Ostsee- sowie des Sueskanals geeignet. Die Länge über alles betrug 138,50 m und die Breite auf Spanten 20,50 m sowie der Freibordtiefgang 7,23 m. Die Schiffe waren mit 4.692 BRT/1.895 NRT vermessen und hatten eine Tragfähigkeit von 6.760 tdw.
Der Schiffsserie war als Freidecker ohne Sprung und Bucht mit vorn liegendem Aufbau mit Brücke, Wohn- und Diensträumen und achtern befindlicher Maschinenanlage als Zweischrauber mit Wulstbug gebaut. Das vollverschweißte Schiff bestand überwiegend aus höherfestem Stahl. Vor dem Maschinenraum waren über die gesamte Laderaumlänge zwischen dem Doppelboden und dem zweiten Deck bzw. dem Hängedeck Seitentanks angeordnet, die eine glatte Laderaumwandung ergaben. Zwischen dem vorderen Aufbau und den achteren Maschinenschächten waren 3 m hohe Schanzkleider aufgesetzt.
Angetrieben wurden die Schiffe von zwei über Stirnradgetriebe auf die beiden vierflügeligen Verstellpropeller wirkenden 5.295-kW-Viertaktdieselmotoren des Typs 12 VD 48/42 AI-2, den der Hersteller VEB Maschinenbau Halberstadt fertigte. Zwei Querstrahlruder verbesserten die Manövrierfähigkeit. Zur Stromerzeugung wurden zwei Wellengeneratoren mit je 800 kVA und zwei Dieselgeneratoren SKL 6VD26/20 Al-2 mit je 662 kW Leistung / 750 kVA Scheinleistung bei 1.000 min-1 installiert. Für die Notstromversorgung war ein Notdieselgenerator mit 270 kW Leistung vorhanden. Die Maschinenanlage war für 24 Stunden wachfreien Betrieb ausgelegt. Die kontinuierliche Arbeit der zwei Hauptmotoren sowie der zahlreichen Hilfsantriebe wurde im schallisolierten und klimatisierten Maschinenkontrollraum beobachtet und protokolliert.
Eine passive Schlingerdämpfungsanlage, deren Wirkung modellmäßig in einer Versuchsanstalt des DDR-Schiffbaus ermittelt wurde, gewährleistete ein günstiges Seegangsverhalten auch in Ladefällen mit höherer Anfangsstabilität.
Die Serie hatte eine Laderaumkapazität von 1.087 Spurmeter für 167 Stück 40'-Trailer mit Anschlüssen für 12 Kühlcontainer oder 475 PKW. Die Unterkünfte waren für die Besatzung (27 Seeleute sowie 6 Lehrlinge) und 12 Fahrerplätze im komfortablen, auf dem Vorschiff angeordneten Deckshaus eingerichtet. Als Rettungsmittel waren zwei Motorrettungsboote für je 50 Personen und zwei automisch aufblasbare Rettungsflöße für 20 bzw. 12 Personen vorhanden.